# Vanellinae
Sous-famille
Les Vanellinae (Vanellinés en français) sont une sous-famille de la famille des Charadriidae.

## Description
Les Vanellinae possèdent de longues pattes et pour la plupart, un plumage à dessin très net. Seules trois espèces, dont le Vanneau huppé, possèdent une crête fine tandis qu'une dizaine a des caroncules jaunes ou rouges.

## Liste des genres
D'après Alan P. Peterson, cette sous-famille est constituée de deux genres :
- Erythrogonys Gould, 1838 —  1 espèce
- Vanellus Brisson, 1760 — 23 espèces
- Peltohyas Sharpe, 1896 —  1 espèce
- Anarhynchus Quoy & Gaimard, 1830 —  1 espèce

## Liste des espèces
D'après la classification de référence (version 2.6, 2010) du Congrès ornithologique international (ordre phylogénique) :